# Okeraue bei Didderse
Die Okeraue bei Didderse ist ein Naturschutzgebiet in den niedersächsischen Gemeinden Didderse in der Samtgemeinde Papenteich und Hillerse in der Samtgemeinde Meinersen im Landkreis Gifhorn und in der Gemeinde Wendeburg im Landkreis Peine.
Das Naturschutzgebiet mit dem Kennzeichen NSG BR 136 ist 189 Hektar groß. Davon entfallen 174 Hektar auf den Landkreis Gifhorn und 15 Hektar auf den Landkreis Peine. Das Naturschutzgebiet ist vollständig Bestandteil des FFH-Gebietes „Aller (mit Barnbruch), untere Leine, untere Oker“. Im Süden grenzt es an das Naturschutzgebiet „Nördliche Okeraue zwischen Hülperode und Neubrück“, im Norden an das Naturschutzgebiet „Okeraue bei Volkse“.
Das Naturschutzgebiet liegt zwischen Neubrück und Hillerse. Es stellt einen naturnahen, mäandrierenden Abschnitt der Oker einschließlich der Talaue und der angrenzenden Hangterrasse unter Schutz. Die Aue ist überwiegend von Grünland geprägt, das periodisch überschwemmt wird. Die teilweise unbefestigten Ufer der Oker bilden Abbruchkanten und Aufsandungen. Entlang des Flusslaufes sind Altarme und Flutmulden zu finden. Die Uferbereiche sind vielfach von Hochstaudenfluren und Röhrichtflächen geprägt. Daneben sind Auwaldreste und Eichenmischwälder zu finden.
Während des Vogelzuges ist das Schutzgebiet ein wichtiges Rast- und Nahrungsbiotop für durchziehende Wasservogelarten. Daneben ist das Gebiet Lebensraum für verschiedene Watvögel sowie Stelzen und Pieper.
Das Gebiet steht seit dem 26. März 2009 unter Naturschutz. Zuständige untere Naturschutzbehörden sind der Landkreis Gifhorn und der Landkreis Peine.